# Boschi di Granza
Boschi di Granza este o arie protejată (arie specială de conservare — SAC, sit de importanță comunitară — SCI) din Italia întinsă pe o suprafață de 1.878 ha, integral pe uscat.

## Localizare
Centrul sitului Boschi di Granza este situat la coordonatele 37°50′51″N 13°47′49″E / 37.8475°N 13.796944°E.

## Înființare
Situl Boschi di Granza a fost declarat sit de importanță comunitară în septembrie 1995 pentru a proteja 22 de specii de animale. Situl a fost protejat și ca arie specială de conservare în decembrie 2015.

## Biodiversitate
Situată în ecoregiunea mediteraneană, aria protejată conține 8 habitate naturale: Lacuri eutrofice naturale cu vegetație de tip Magnopotamion sau Hydrocharition, Galerii de Salix alba și de Populus alba, Păduri de stejar alb estice, Tufărișuri termo-mediteraneene și de pre-deșert, Pseudostepă cu ierburi și specii anuale de Thero-Brachypodietea, Iazuri temporare mediteraneene, Păduri de Quercus suber, Fânețe de joasă altitudine (Alopecurus pratensis, Sanguisorba officinalis).
La baza desemnării sitului se află mai multe specii protejate:
- păsări (20): Alectoris graeca whitakeri, fâsă-de-câmp (Anthus campestris), fâsă de luncă (Anthus pratensis), șoim călător (Falco peregrinus), vânturel de seară (Falco vespertinus), muscar negru (Ficedula hypoleuca), capîntortură (Jynx torquilla), sfrâncioc cu cap roșu (Lanius senator), ciocârlie de pădure (Lullula arborea), privighetoare (Luscinia megarhynchos), muscar sur (Muscicapa striata), ciuf-pitic (Otus scops), pitulice de munte (Phylloscopus collybita), brumăriță de pădure (Prunella modularis), sitar de pădure (Scolopax rusticola), silvie cu cap negru (Sylvia atricapilla), silvie roșcată (Sylvia cantillans), Sylvia conspicillata, mierlă gulerată (Turdus torquatus), pupăză (Upupa epops)
- reptile (2): Emys trinacris, țestoasă bănățeană (Testudo hermanni)

Pe lângă speciile protejate, pe teritoriul sitului au mai fost identificate 25 de specii de plante, 5 specii de păsări, 4 specii de mamifere, 3 specii de reptile.